# Caleb Martin
Caleb Martin (Mocksville, 28 settembre 1995) è un cestista statunitense.

## Biografia
È il fratello gemello di Cody Martin, a sua volta cestista.

## Statistiche

### NCAA
| Anno      | Squadra          | PG  | PT | MP   | TC%  | 3P%  | TL%  | RP  | AP  | PRP | SP  | PP   |
| --------- | ---------------- | --- | -- | ---- | ---- | ---- | ---- | --- | --- | --- | --- | ---- |
| 2014-2015 | NCSU Wolfpack    | 36  | 1  | 16,6 | 35,6 | 30,5 | 69,5 | 2,9 | 0,7 | 0,3 | 0,3 | 4,8  |
| 2015-2016 | NCSU Wolfpack    | 33  | 19 | 30,5 | 38,9 | 36,1 | 66,7 | 4,7 | 1,4 | 0,9 | 0,6 | 11,5 |
| 2017-2018 | Nevada Wolf Pack | 36  | 26 | 33,3 | 45,3 | 40,3 | 74,9 | 5,4 | 2,6 | 1,3 | 0,6 | 18,8 |
| 2018-2019 | Nevada Wolf Pack | 34  | 33 | 34,1 | 40,9 | 33,8 | 73,2 | 5,1 | 2,8 | 1,4 | 0,8 | 19,2 |
| Carriera  | Carriera         | 139 | 79 | 28,5 | 41,4 | 35,9 | 72,5 | 4,5 | 1,9 | 1,0 | 0,6 | 13,5 |

#### Massimi in carriera
- Massimo di punti: 33 vs Utah (29 dicembre 2018)[2]
- Massimo di rimbalzi: 12 vs Grand Canyon (9 dicembre 2018)
- Massimo di assist: 7 (2 volte)
- Massimo di palle rubate: 5 vs California Baptist (19 novembre 2018)
- Massimo di stoppate: 3 (5 volte)
- Massimo di minuti giocati: 49 vs Wyoming (24 gennaio 2018)

### NBA

#### Regular Season
| Anno      | Squadra            | PG  | PT  | MP   | TC%  | 3P%  | TL%  | RP  | AP  | PRP | SP  | PP   |
| --------- | ------------------ | --- | --- | ---- | ---- | ---- | ---- | --- | --- | --- | --- | ---- |
| 2019-2020 | Charlotte Hornets  | 18  | 1   | 17,6 | 44,0 | 54,1 | 81,0 | 2,1 | 1,3 | 0,7 | 0,4 | 6,2  |
| 2020-2021 | Charlotte Hornets  | 53  | 3   | 15,4 | 37,5 | 24,8 | 64,1 | 2,7 | 1,3 | 0,7 | 0,2 | 5,0  |
| 2021-2022 | Miami Heat         | 60  | 12  | 22,9 | 50,7 | 41,3 | 76,3 | 3,8 | 1,1 | 1,0 | 0,5 | 9,2  |
| 2022-2023 | Miami Heat         | 71  | 49  | 29,3 | 46,4 | 35,6 | 80,5 | 4,8 | 1,6 | 1,0 | 0,4 | 9,6  |
| 2023-2024 | Miami Heat         | 64  | 23  | 27,4 | 43,1 | 34,9 | 77,8 | 4,4 | 2,2 | 0,7 | 0,5 | 10,0 |
| 2024-2025 | Philadelphia 76ers | 31  | 24  | 30,4 | 43,5 | 37,9 | 62,2 | 4,4 | 2,2 | 1,1 | 0,6 | 9,1  |
| 2024-2025 | Dallas Mavericks   | 14  | 0   | 19,6 | 38,9 | 25,0 | 62,5 | 2,9 | 1,9 | 0,9 | 0,2 | 5,4  |
| Carriera  | Carriera           | 311 | 112 | 24,3 | 44,7 | 35,7 | 73,4 | 3,9 | 1,6 | 0,9 | 0,4 | 8,4  |

#### Play-off
| Anno     | Squadra    | PG | PT | MP   | TC%  | 3P%  | TL%  | RP  | AP  | PRP | SP  | PP   |
| -------- | ---------- | -- | -- | ---- | ---- | ---- | ---- | --- | --- | --- | --- | ---- |
| 2022     | Miami Heat | 17 | 0  | 12,3 | 40,0 | 30,3 | 33,3 | 2,2 | 0,3 | 0,6 | 0,1 | 4,5  |
| 2023     | Miami Heat | 23 | 4  | 30,2 | 52,9 | 42,3 | 82,9 | 5,4 | 1,6 | 0,9 | 0,4 | 12,7 |
| 2024     | Miami Heat | 5  | 5  | 35,2 | 46,7 | 44,0 | 100  | 3,6 | 1,4 | 0,6 | 0,0 | 11,6 |
| Carriera | Carriera   | 45 | 9  | 24,0 | 48,9 | 40,1 | 78,3 | 4,0 | 1,1 | 0,7 | 0,2 | 9,4  |

#### Massimi in carriera
- Massimo di punti: 28 vs Milwaukee Bucks (8 dicembre 2021)[3]
- Massimo di rimbalzi: 15 vs Boston Celtics (27 maggio 2023)
- Massimo di assist: 6 vs Milwaukee Bucks (19 aprile 2023)
- Massimo di palle rubate: 4 (4 volte)
- Massimo di stoppate: 4 vs Toronto Raptors (3 aprile 2022)
- Massimo di minuti giocati: 47 vs Washington Wizards (18 novembre 2022)

### G League
| Anno      | Squadra       | PG | PT | MP   | TC%  | 3P%  | TL%  | RP  | AP  | PRP | SP  | PP   |
| --------- | ------------- | -- | -- | ---- | ---- | ---- | ---- | --- | --- | --- | --- | ---- |
| 2019-2020 | Greens. Swarm | 28 | 28 | 36,9 | 47,0 | 37,1 | 64,6 | 6,0 | 3,8 | 1,6 | 0,8 | 21,3 |
| Carriera  | Carriera      | 28 | 28 | 36,9 | 47,0 | 37,1 | 64,6 | 6,0 | 3,8 | 1,6 | 0,8 | 21,3 |